# Matelica
Matelica is een gemeente in de Italiaanse provincie Macerata (regio Marche) en telt 9.384 inwoners (2021). De oppervlakte bedraagt 81,0 km2, de bevolkingsdichtheid is 127 inwoners per km2.
De volgende dorpen en buurtschappen maken deel uit van de gemeente: Balzani, Braccano, Castiglione, Cavalieri, Colferraio, Collepere, Colli, Mistriano, Pezze, Piane, Poggeto, San Nicola, Terricoli, Valbona, Vinan, Grimaldi.

## Demografie
Matelica telt ongeveer 3948 huishoudens. Het aantal inwoners steeg in de periode 1991-2001 met 0,7% volgens cijfers uit de tienjaarlijkse volkstellingen van ISTAT.
| Jaar | Inwoneraantal |
| ---- | ------------- |
| 1991 | 10.085        |
| 2001 | 10.155        |

## Geografie
Matelica grenst aan de volgende gemeenten: Apiro, Castelraimondo, Cerreto d'Esi (AN), Esanatoglia, Fabriano (AN), Fiuminata, Gagliole, Poggio San Vicino, San Severino Marche.
Rond de stad Matelica wordt een witte wijn, de Verdicchio di Matelica, geproduceerd. Deze wijn heeft sinds 1967 het predicaat Denominazione di origine controllata (DOC), het Italiaanse equivalent van het Franse Appellation d'origine contrôlée.
De faculteit Diergeneeskunde van de universiteit van Camerino bevindt zich in Matelica.

## Geschiedenis
Tot de 6e eeuw was Matelica de zetel van het bisdom Matelica. In 578 verwoestten de Langobarden de stad. Pas tijdens de Ottoonse dynastie in het Heilige Roomse Rijk herleefde de stad. Vanaf de late Middeleeuwen behoorde Matelica tot de Pauselijke Staat, zoals de rest van de Marche.